# Stazione di Shepherd's Bush
La stazione di Shepherd's Bush è una stazione ferroviaria situata lungo la ferrovia West London, a servizio del quartiere di Shepherd's Bush nel borgo londinese di Hammersmith e Fulham. Si trova nella Travelcard Zone 2.
Nel passato ci sono state altre stazioni denominate "Shepherd's Bush". Attualmente, esiste una stazione della metropolitana denominata anch'essa Shepherd's Bush, situata sulla linea Central, che si trova accanto alla stazione ferroviaria. Un'altra stazione della metropolitana, situata sulle linee Hammersmith & City e Circle, si trova a circa mezzo chilometro di distanza verso ovest. Fino al 2008 era anch'essa chiamata "Shepherd's Bush", ma è stata ribattezzata Shepherd's Bush Market per evitare confusione.

## Storia

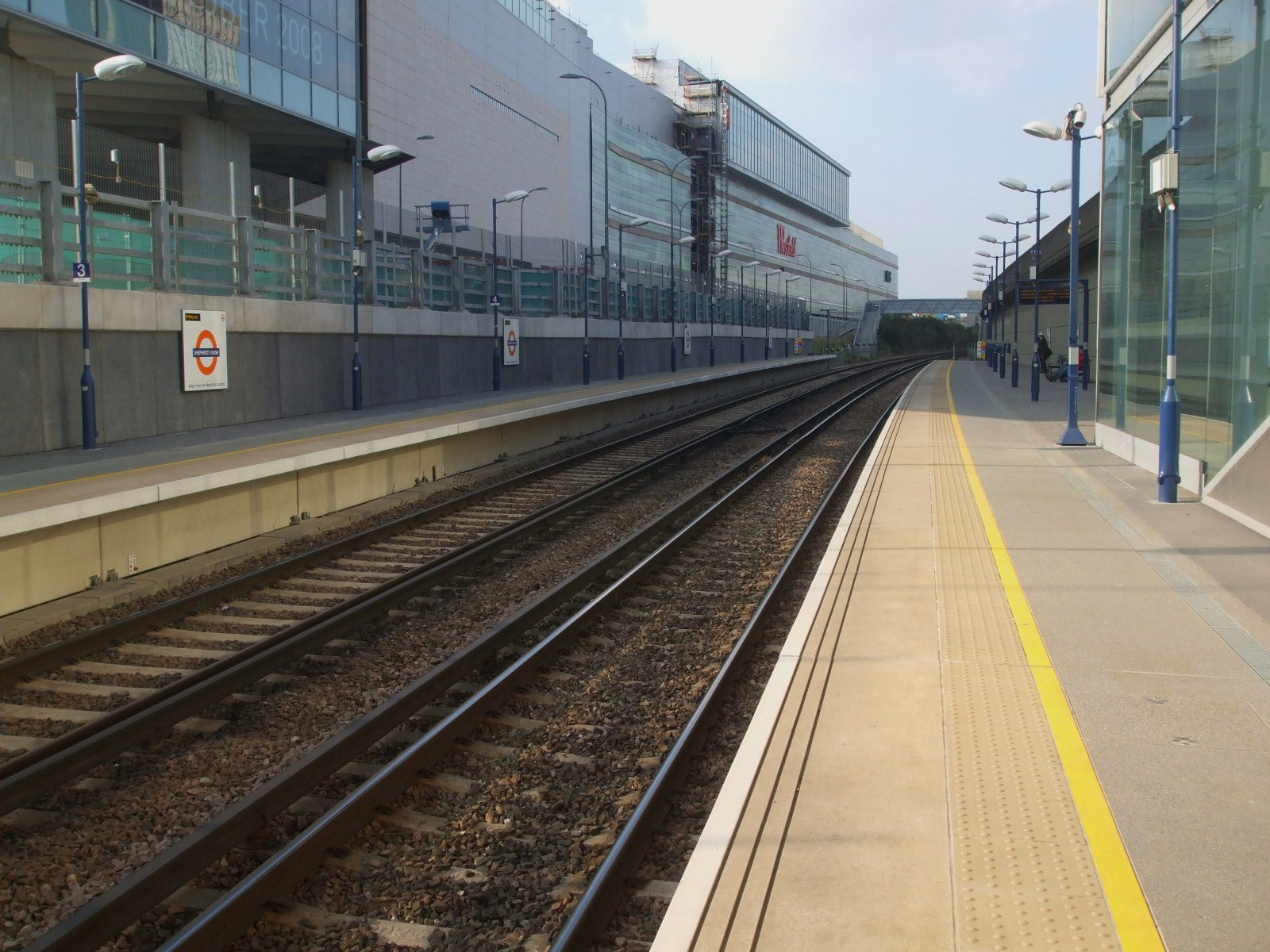
Le piattaforme della stazione in direzione nord.

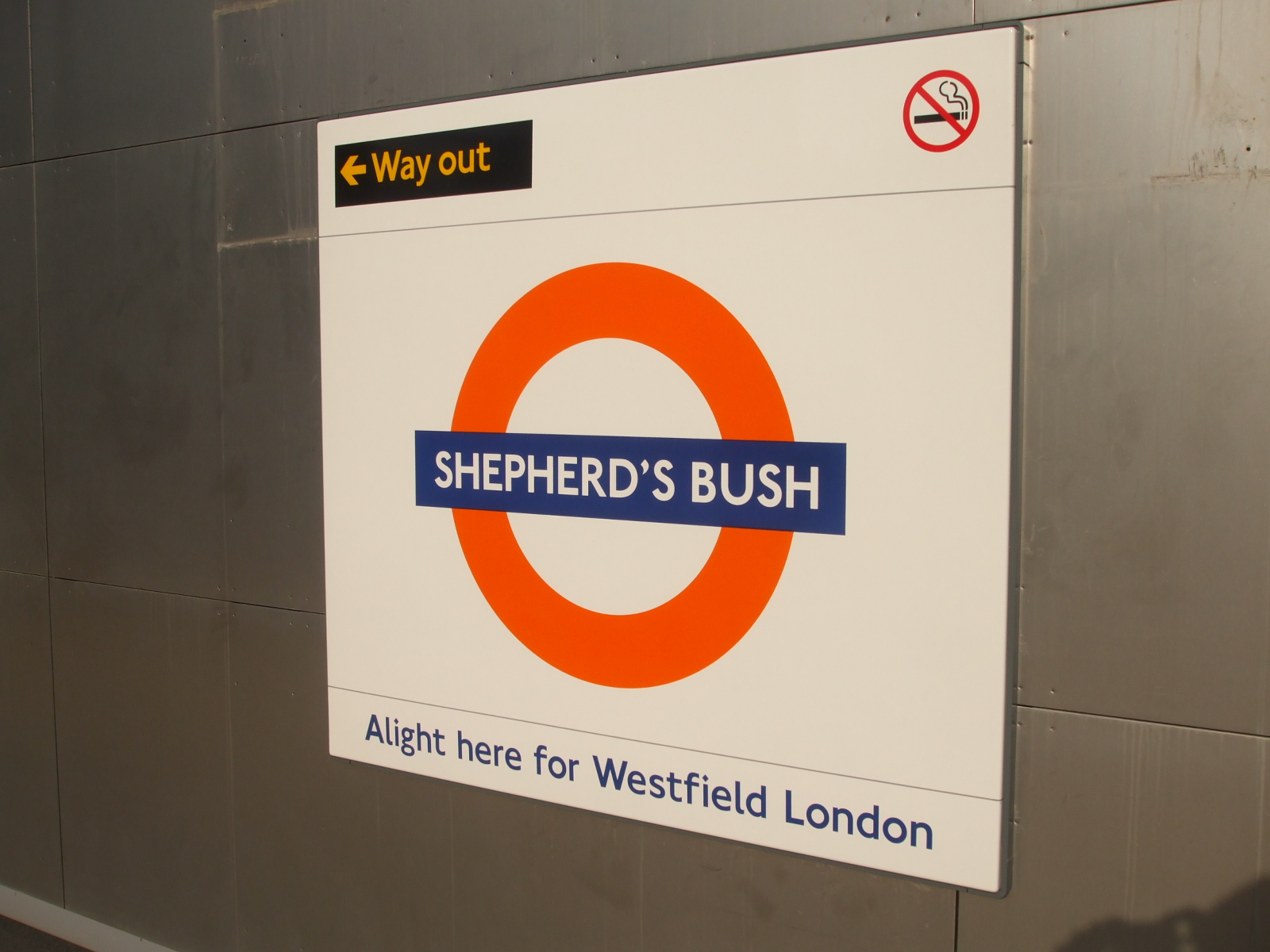
Roundel della London Overground alla stazione di Shepherd's Bush.

Diagramma delle stazioni nell'area di Shepherd's Bush.

Nel passato, è esistita una stazione collocata quasi nello stesso punto dell'attuale stazione di Shepherd's Bush. La stazione di Uxbridge Road fu aperta nel 1869 dalla London & North Western Railway e dalla Great Western Railway sulla linea allora nota come "Middle Circle". Nel 1905 la linea entrò a fare parte della Metropolitan Railway e in seguito della Metropolitana di Londra, servita dalla Metropolitan Line. A seguito di gravi danni durante i bombardamenti della seconda guerra mondiale, Uxbridge Road fu chiusa il 19 ottobre 1940.
Nel 2005 ebbe inizio un vasto progetto di riqualificazione urbana nella zona di White City, con l'apertura del grande centro commerciale Westfield. Nell'ambito di questo progetto furono inserite opere di miglioramento del trasporto pubblico, con la ricostruzione della stazione di Shepherd's Bush sulla linea Central, la costruzione di una stazione degli autobus e l'apertura di una nuova stazione ferroviaria, denominata anche essa Shepherd's Bush, progettata e finanziata da investitori privati, sulla West London Line.
I lavori per la nuova stazione cominciarono all'inizio del 2006 e la data di apertura prevista era inizialmente l'estate 2007. Sebbene i lavori fossero stati ultimati in tempo, la stazione non poté essere aperta in quanto fu riscontrato che la piattaforma in direzione nord era troppo stretta di circa 45 centimetri rispetto a quanto richiesto dalle norme di sicurezza. Dopo il completamento dei lavori di adeguamento, la stazione fu infine aperta il 28 settembre 2008.
La stazione, secondo la prevista data di completamento del 2007, avrebbe dovuto essere servita dalla compagnia ferroviaria Silverlink, e la segnaletica con i colori e il marchio della compagnia era già stata installata. Quando la stazione aprì nel 2008, la gestione era passata alla London Overground, e tutti i cartelli furono sostituiti.
Nell'aprile 2015 le piattaforme della stazione furono estese per poter ospitare i treni a 8 carrozze, più lunghi, della Southern, e un sovrappassaggio pedonale e un nuovo ingresso sono stati costruiti all'estremità nord della stazione per migliorare il flusso dei passeggeri. I lavori furono in parte finanziati dalla compagnia Westfield, proprietari del centro commerciale adiacente, e rientravano nell'ambito di un progetto di estensione delle banchine su tutta la West London Line.

## Movimento
La stazione è servita dai servizi della compagnia Southern tra East Croydon e Milton Keynes Central, nonché dalla relazione Stratford-Clapham Junction della rete della London Overground.

## Interscambi
L'adiacente stazione di Shepherd's Bush sulla linea Central permette un interscambio di superficie con la metropolitana di Londra.
Nelle vicinanze della stazione effettuano fermata alcune linee automobilistiche urbane, gestite da London Buses.
- Fermata metropolitana (Shepherd's Bush, linea Central)
- Fermata autobus